# Arcidiocesi di Brindisi-Ostuni

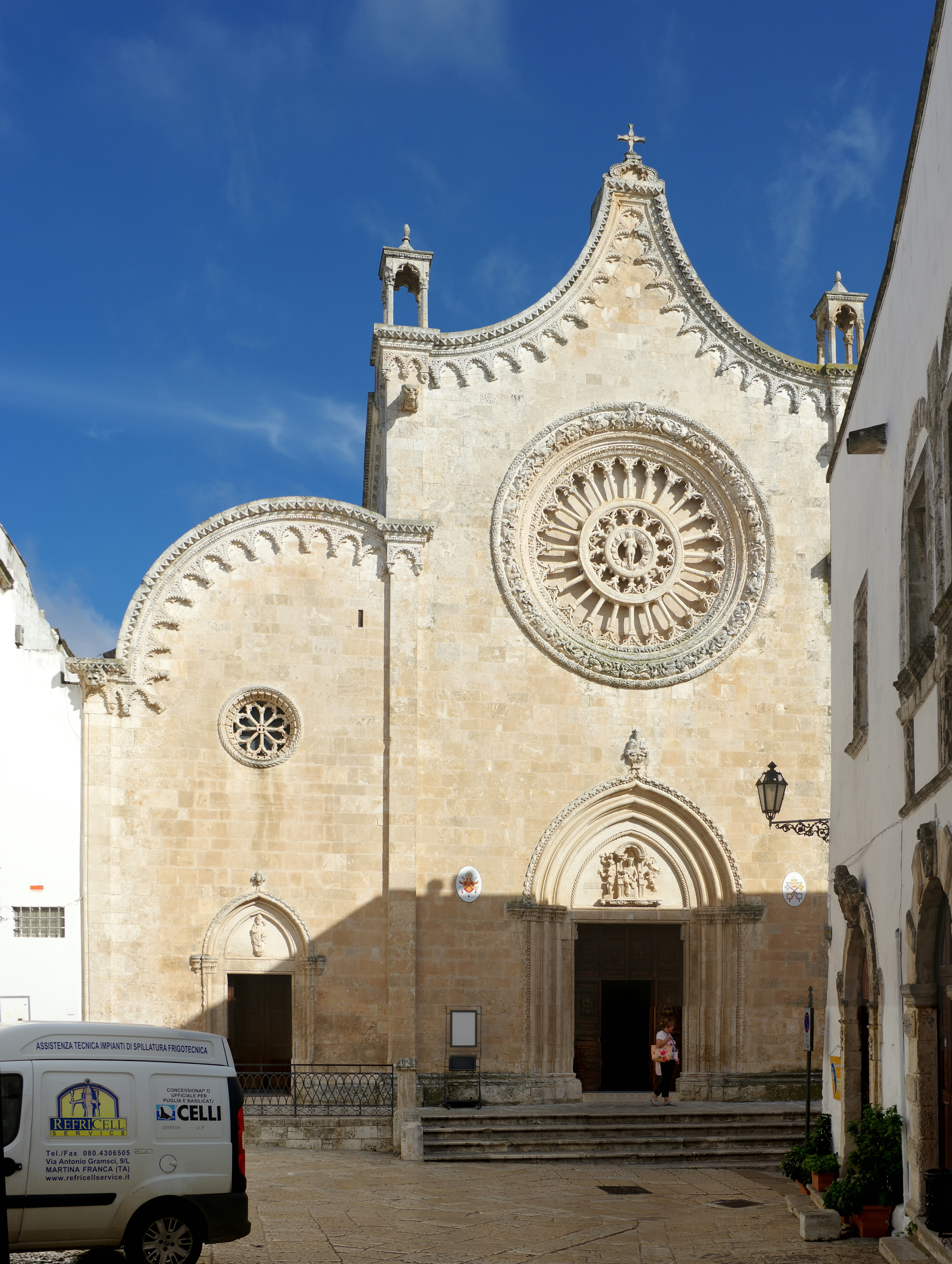
La basilica concattedrale di Ostuni; alla sinistra s'intravede l'antico palazzo vescovile, mentre sulla destra è l'antica sede del seminario diocesano.

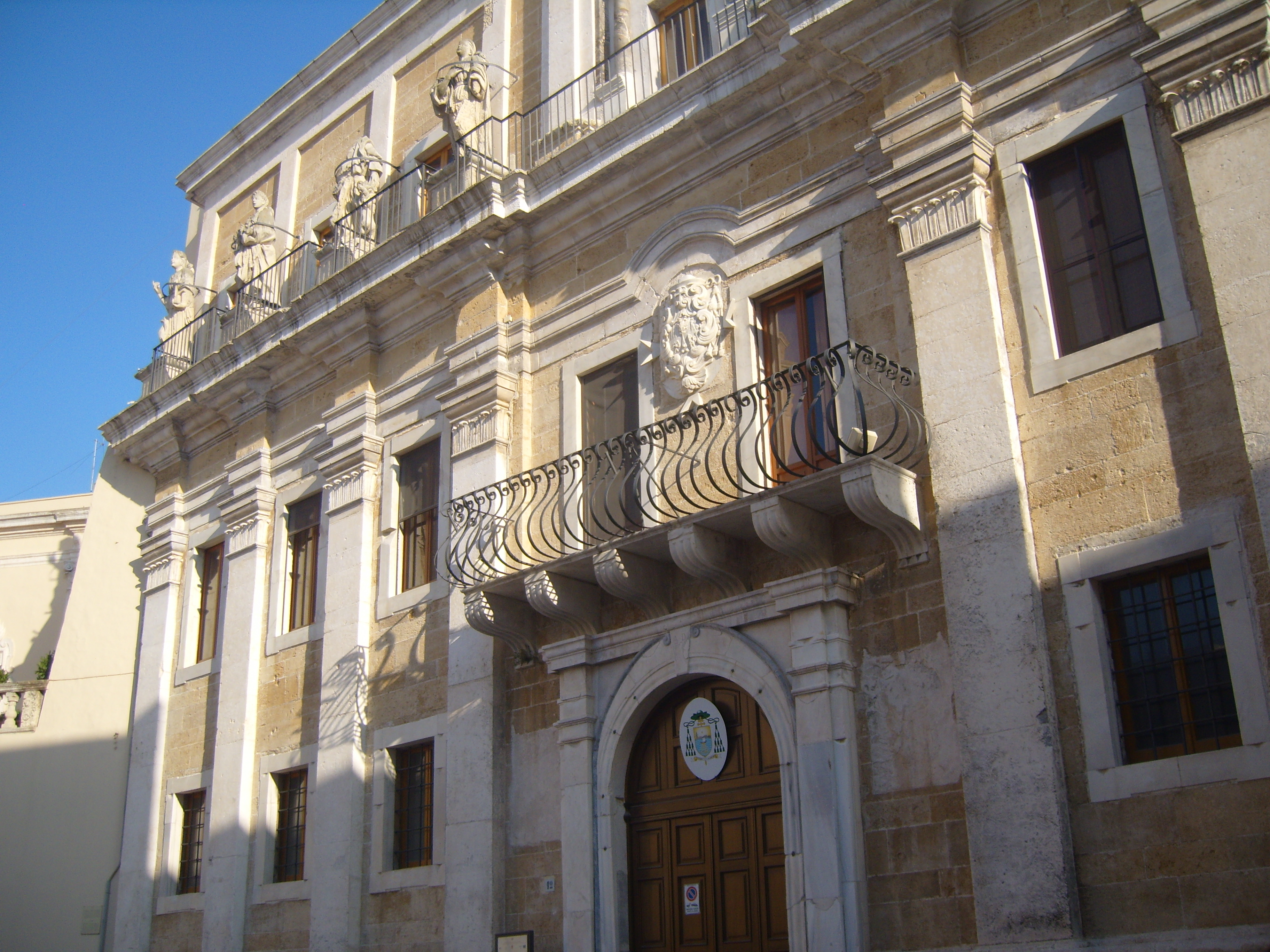
Il palazzo arcivescovile di Brindisi in piazza Duomo, sede del museo diocesano Giovanni Tarantini e della biblioteca arcivescovile Annibale de Leo.

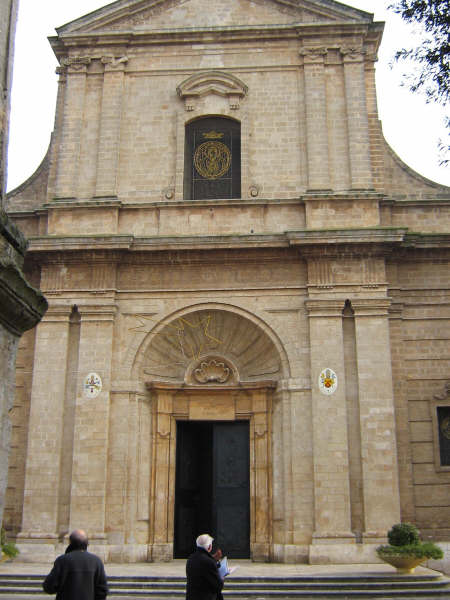
Facciata della basilica di Santa Maria della Vittoria a San Vito dei Normanni.

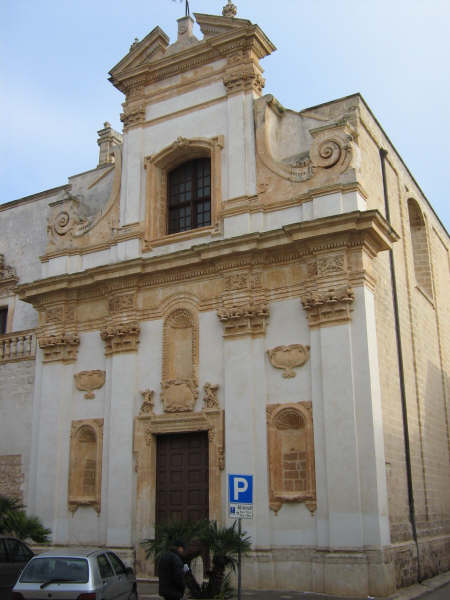
Esempio di barocco leccese: la chiesa di San Giovanni a San Vito dei Normanni.

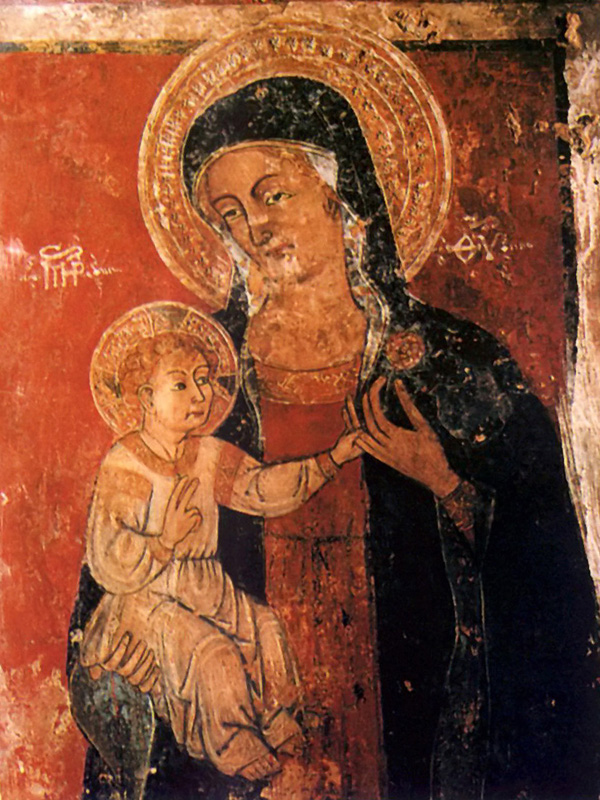
Cripta della Madonna della Favana a Veglie.

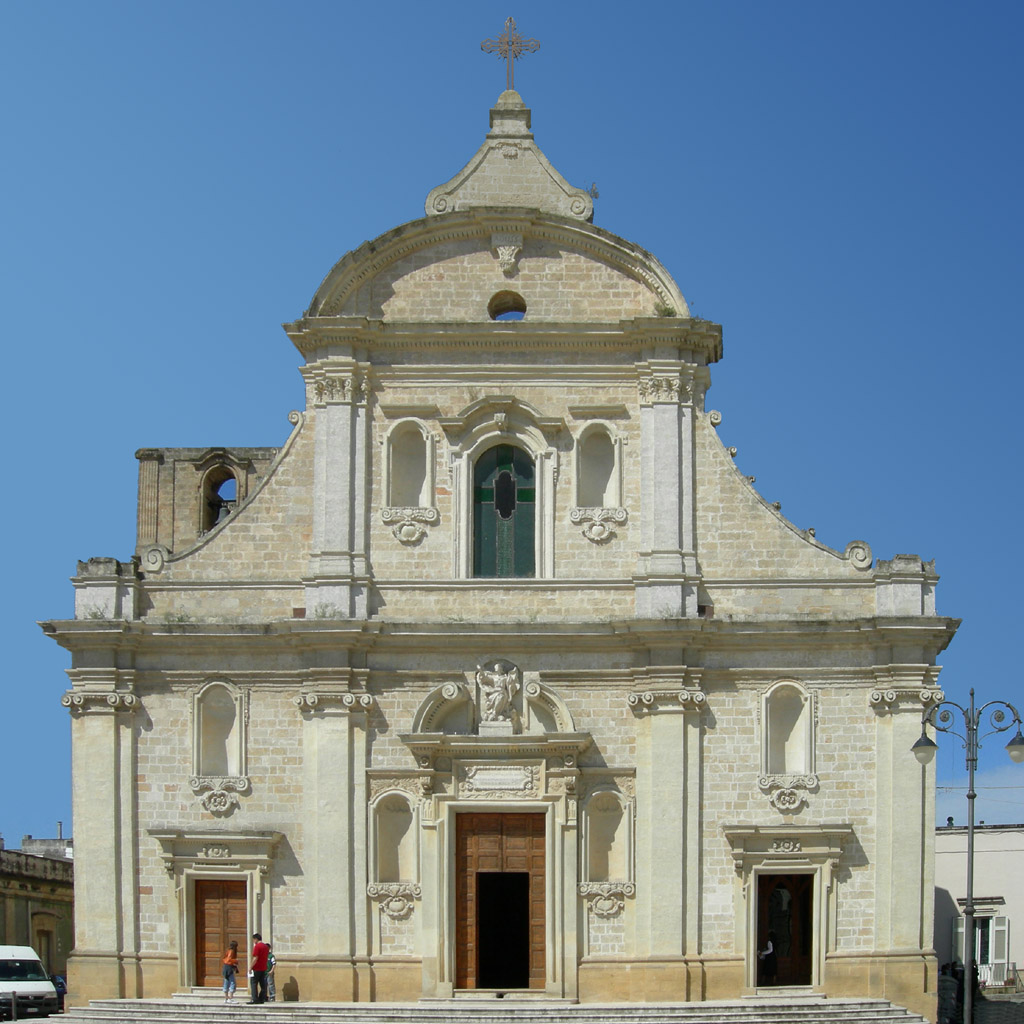
La chiesa madre di Guagnano.

L'arcidiocesi di Brindisi-Ostuni (in latino Archidioecesis Brundusina-Ostunensis) è una sede della Chiesa cattolica in Italia suffraganea dell'arcidiocesi di Lecce e appartenente alla regione ecclesiastica Puglia. Nel 2023 contava 258.400 battezzati su 262.600 abitanti. È retta dall'arcivescovo Giovanni Intini.

## Territorio
La diocesi comprende 14 comuni pugliesi di 3 distinte province:
- nella città metropolitana di Bari il comune di Locorotondo;
- in provincia di Brindisi i comuni di Brindisi, Carovigno, Cellino San Marco, Mesagne, Ostuni, San Donaci, San Michele Salentino, San Pancrazio Salentino e San Vito dei Normanni;
- in provincia di Lecce i comuni di Guagnano, Leverano, Salice Salentino e Veglie.

Sede arcivescovile è la città di Brindisi, dove si trova la basilica cattedrale di San Giovanni Battista. A Ostuni sorge la basilica concattedrale di Santa Maria dell'Assunzione. Oltre a queste chiese, nel territorio sorgono altre due basiliche minori: la basilica della Vergine Santissima del Carmelo a Mesagne, e la basilica di Santa Maria della Vittoria a San Vito dei Normanni.

### Parrocchie e vicariati
Il territorio si estende su 1.254 km² ed è suddiviso in 59 parrocchie, raggruppate in 6 vicarie, 4 foranee e 2 urbane.
- vicaria San Lorenzo da Brindisi:
comprende 17 parrocchie nella città di Brindisi;
- vicaria San Biagio:
comprende le 9 parrocchie di Ostuni;
- vicaria Madonna del Carmine:
comprende le 7 parrocchie di Mesagne;
- vicaria San Rocco:
comprende le 3 parrocchie di Locorotondo;
- vicaria San Vito Martire:
comprende 9 parrocchie nei comuni di Carovigno, San Michele Salentino e San Vito dei Normanni;
- vicaria Santa Maria Assunta:
comprende 14 parrocchie nei comuni di Cellino San Marco, Guagnano, Leverano, Salice Salentino, San Donaci, San Pancrazio Salentino e Veglie.[2]

### Santuari
Santuari cittadini e diocesani dell'arcidiocesi:
Brindisi:
- Santa Maria degli Angeli (santuario cittadino);
- Santa Maria Madre della Chiesa (santuario diocesano);

Carovigno:
- Maria Santissima di Belvedere (santuario cittadino);

Ostuni:
- Madonna della Grata (santuario cittadino);
- Sant'Oronzo;
- San Biagio;

San Pancrazio Salentino:
- Sant'Antonio alla Macchia (santuario cittadino).

## Storia

### Ostuni
La tradizione storiografica locale, ripresa da Cappelletti e da Gams, ha attribuito a Ostuni un vescovo Melazio, menzionato in una lettera di Gregorio Magno del 596; tuttavia, come dimostra Lanzoni, nessun vescovo di questo nome appare nell'epistolario gregoriano nell'anno indicato, mentre nel 601 compare un Melantio Rotumo, che era vescovo di Rouen. Una parochia Stoniensium è menzionata nell'epistolario di papa Gelasio I, «ma sembra debba leggersi Histoniensium, cioè di Histonium (Vasto), non Hostunensium».
Ostuni appare per la prima volta nei documenti ecclesiastici sul finire del X secolo. In un diploma del 996, Gregorio di Brindisi si identifica come episcopus Ecclesie Brundisine et Monopolitane seu Stunense civitatis, ossia vescovo di Brindisi e Monopoli o della città di Ostuni. Secondo il Guerrieri, «nelle città di Monopoli e di Ostuni, città nuove in que' tempi, non ancora erano stare erette le cattedre vescovili; ma nella fine del X secolo formavano porzione della diocesi brindisina, anzi erano i luoghi più insigni della medesima». Autori locali invece ritengono che a quell'epoca Ostuni fosse già sede vescovile, eretta dai Bizantini, momentaneamente vacante e amministrata dai vescovi di Brindisi.
Di certo la diocesi è documentata a partire dalla metà circa dell'XI secolo. Il vescovo Deodatus è menzionato in una carta dell'arcivescovo Eustasio di Brindisi del 1059 circa; si tratta forse dello stesso vescovo Datto che prese parte alla consacrazione della basilica abbaziale di Cassino nel 1071. La diocesi è attestata come suffraganea dell'arcidiocesi di Brindisi.
Numerose erano le comunità religiose presenti nel territorio. Sono noti i monasteri dei benedettini cassinesi di Santo Stefano (1122), di San Biagio (1148) e del Santissimo Salvatore (1206). Nel 1226 arrivarono i cavalieri teutonici per la cura degli infermi, nei pressi della chiesa di Santa Sabina; e nel 1219 i francescani ottennero l'antico convento cassinese di Santo Stefano. Nel 1450 fu edificato fuori le mura il convento dei carmelitani, nel 1585 quello dei cappuccini e nel 1591 quello dei domenicani, ceduto nel 1620 ai minimi.
Tra i vescovi ostunesi si possono ricordare: Bartolomeo Mezzavacca (1374-1378), trasferito alla diocesi di Rieti e poi creato cardinale; Nicola de Arpono (1437-1470), che promosse la costruzione della cattedrale; Giovanni Carlo Bovio (1557-1564), che indisse una visita pastorale della propria diocesi durata due anni e poi prese parte da protagonista al concilio di Trento; Giulio Cesare Carafa (1578-1603), che indisse un sinodo diocesano nel 1588 per l'attuazione delle riforme tridentine; Benedetto Milazzi (1679-1706), che eresse il seminario e fece istituire nel palazzo vescovile (1698) una pinacoteca dei vescovi di Ostuni.
Sul finire del XVIII secolo Ostuni risentì delle tensioni fra la Santa Sede e il regno di Napoli, che avranno termine con un'intesa del 1791 con la quale il vescovo di Ostuni diventava di nomina regia. Tuttavia la sede di Ostuni fu vacante già dal 1794 e il 27 giugno 1818 fu soppressa con la bolla De utiliori di papa Pio VII ed il suo territorio unito a quello dell'arcidiocesi di Brindisi. Il 14 maggio 1821 però essa veniva ripristinata dal medesimo papa con la bolla Si qua prae e concessa in amministrazione perpetua agli arcivescovi di Brindisi. La diocesi comprendeva i comuni di Ostuni, Carovigno, San Vito dei Normanni, San Michele Salentino e Locorotondo.

### Brindisi

#### Primo millennio
Brindisi, primo approdo per le navi provenienti dall'Oriente, ricevette il cristianesimo probabilmente fin dagli inizi dell'era cristiana. Secondo la tradizione il primo vescovo fu san Leucio, ricordato nel martirologio geronimiano, le cui fonti agiografiche sono tuttavia incoerenti con molti elementi anacronistici, che rendono difficile collocare il santo in un periodo storico ben definito. Tradizionalmente, si è attribuito alla sede brindisina Marco, metropolita che prese parte al concilio di Nicea del 325 e che ne firmò gli atti come metropolita Calabriensis, ossia del Salento.
Il primo vescovo brindisino storicamente accertato è Giuliano, menzionato in una lettera di papa Gelasio I (492-496), che annuncia al clero e al popolo della città l'arrivo del nuovo vescovo, consacrato a Roma dal papa, ed impartisce al contempo disposizioni di ordine disciplinare ed ecclesiastico. All'epoca di Gregorio Magno (590-604) la sede di Brindisi era vacante ed affidata in amministrazione, almeno dal 595 al 601, a Pietro, vescovo di Otranto; in una delle lettere inviate a Pietro, si fa menzione di san Leucio e delle sue reliquie, indizio che all'epoca il culto al santo era già diffuso e radicato in terra brindisina.
Molti vescovi riportati dalle cronotassi tradizionali sono menzionati nelle vite di san Leucio e di san Pelino; al primo sono riferiti i presunti vescovi Leone, Sabino, Eusebio e Dionisio, mentre a Pelino sono riferiti i vescovi Proculo e Ciprio. Non è dato sapere se questi vescovi siano realmente esistiti, essendo documentati solo nelle vite dei due santi. Di certo, la sede vacante a Brindisi sembra essere documentata ancora nel VII secolo; infatti nei concili romani del 649 e del 680, dove furono presenti diversi vescovi pugliesi e salentini, non è mai documentato il vescovo brindisino. Nella seconda metà dell'Ottocento è stato scoperto un sarcofago con l'iscrizione funeraria del vescovo Prezioso, deceduto il 18 agosto di un anno sconosciuto tra il VI e il VII secolo.
Nel 674 la città fu distrutta dai Longobardi, i quali fecero di Oria il loro caposaldo. In questo contesto, i vescovi di Brindisi trasferirono la loro sede nella nuova città. Il primo vescovo di Brindisi a Oria fu Magelpoto, nome di origine longobarda, la cui iscrizione dedicatoria, databile all'VIII secolo, è stata trovata nel 1942. Tra i vescovi di questo periodo il più noto è Teodosio (o Teodoro), il cui episcopato è durato per circa trent'anni, dall'865 all'895. «Alla morte di Paolo fu eletto vescovo: avrebbe curato allora la costruzione della cattedrale dell'Assunta, del sacello di san Barsanofio, il cui corpo sarebbe giunto nell'873, celebrato un sinodo diocesano nell'880-881, ottenuto una reliquia di san Leucio nell'881, tentata la ricostruzione di Brindisi. Sarebbe stato ancora incaricato di una missione a Bisanzio da parte del pontefice Stefano IV (885-91) nell'886, ottenendo allora i corpi dei santi Crisante e Daria.  Rientrato in Italia nell'887 sarebbe morto, ottantunenne, nell'895.» A Teodosio si deve la ricostruzione della basilica di san Leucio a Brindisi (distrutta nel 1720).
A partire dalla fine del IX secolo i territori di Oria e di Brindisi furono occupati dai Bizantini. La diocesi rimase sostanzialmente di rito latino per almeno un secolo, ed è presumibile che solo all'epoca di Niceforo Foca la chiesa brindisina e oritana sia stata grecizzata nei riti. Nel 979 il vescovo Andrea venne ucciso dal protospatario imperiale Porfirio; questo determinò forse l'allontanamento dei vescovi da Oria, perché il successore, Gregorio, nei suoi atti si nominò episcopus Ecclesie Brundisine et Monopolitane seu Stunense civitatis, ossia vescovo di Brindisi e Monopoli o della città di Ostuni.
È in epoca bizantina che la sede fu elevata al rango di arcidiocesi metropolitana. Il primo arcivescovo documentato è il successore di Gregorio, Giovanni. In un diploma del 1033, trentasettesimo anno del suo episcopato, Giovanni conferma Leone quale vescovo di Monopoli: «Il documento prova la facoltà concessa a Giovanni di eleggere vescovi suffraganei; il provato esercizio metropolitico può essere considerato indizio sicuro del documento ufficiale, purtroppo mancante, con il quale la sede di Brindisi ed Oria era stata elevata ad arcivescovado metropolitano.» Oltre a Monopoli, è probabile che in quest'epoca facesse parte della provincia ecclesiastica di Brindisi anche la diocesi di Ostuni, il cui primo vescovo è documentato nel 1059.

#### Secondo millennio
A partire dalla seconda metà dell'XI secolo il territorio fu conquistato dai Normanni, che procedettero alla ricostruzione della città di Brindisi ed ottennero dal papa la traslazione della cattedra episcopale da Oria nella sua sede originaria. Godino fu il primo arcivescovo a porre nuovamente la sua sede a Brindisi su ordine di papa Urbano II con bolla del 3 aprile 1089; la basilica di san Leucio divenne la cattedrale provvisoria dell'arcidiocesi, ma già nel 1089 lo stesso pontefice Urbano II era presente a Brindisi per consacrare il perimetro e porre la prima pietra della nuova cattedrale che sarà terminata entro il 1143. Lo stesso papa tolse alla metropolia di Brindisi la sede di Monopoli, che divenne immediatamente soggetta alla Santa Sede (1091).
Con il ritorno degli arcivescovi a Brindisi, gli abitanti e la città di Oria non accettarono questi cambiamenti e dettero inizio ad una contesa sulla sede vescovile e su quale delle due avesse la preminenza, querelle che si protrasse fino alla fine del XVI secolo. I papi intervennero in più occasioni per ribadire che Oria non era una diocesi autonoma annessa a quella di Brindisi, ma un territorio dipendente direttamente dagli arcivescovi brindisini. Dal canto loro, gli arcivescovi erano restii a ritornare a Brindisi e in diverse occasioni i pontefici dovettero richiamarli all'ordine di Urbano II del 1089. A partire dal XIII secolo sembra che la questione, almeno momentaneamente, si risolse con l'assunzione da parte degli arcivescovi del doppio titolo, già in uso nei secoli precedenti.
La questione fu ripresa con la nomina arcivescovile di Francesco Aleandro nel 1541, al quale fu impedito dal clero e dall'università di Oria l'ingresso e la visita pastorale della città. L'arcivescovo si appellò alla Santa Sede e papa Paolo III, con bolla del 20 maggio 1545, ribadì le antiche disposizioni dei suoi predecessori. La controversia continuò coi successori di Aleandro, in particolare con Giovanni Carlo Bovio (1564-1570), che inaspettatamente appoggiò le istanze di Oria; negli ultimi anni del suo episcopato visse in questa città costruendo un sontuoso palazzo vescovile. La controversia fu definitivamente risolta il 10 maggio 1591, quando papa Gregorio XIV decise la separazione delle due sedi e la nascita della diocesi di Oria, che contestualmente divenne suffraganea dell'arcidiocesi di Taranto.
In questo stesso periodo nacque a Brindisi Lorenzo Russo (1559-1619), dei frati minori conventuali, canonizzato da papa Leone XIII nel 1881 e dichiarato dottore della Chiesa da papa Giovanni XXIII nel 1959. «Questo santo, conosciuto più comunemente come Lorenzo da Brindisi, si distinse non solo per le sue capacità dottrinali e diplomatiche che mise al servizio della corte spagnola, ma anche per la sua profonda spiritualità eucaristica e mariana, accompagnata spesso da rivelazioni mistiche. Egli fu promotore in Brindisi della costruzione di un convento di clarisse intitolato a santa Maria degli Angeli.»
Dalla seconda metà del XVI secolo, gli arcivescovi si impegnarono nell'applicazione delle decisioni del concilio di Trento. Giovanni Carlo Bovio indisse una prima visita pastorale della diocesi; il successore Bernardino Figueroa (1571-1586) si preoccupò di disciplinare la vita dei chierici e dei religiosi; Juan Pedrosa (1598-1604) celebrò nel 1601 un primo sinodo diocesano; il successore Giovanni Falces, nei suoi trent'anni di episcopato (1605-1636) celebrò ben nove sinodi, il primo dei quali nel 1608, dopo una visita pastorale all'arcidiocesi; allo stesso arcivescovo si devono l'istituzione di alcuni monti di pietà e del seminario arcivescovile nel 1608. Nel 1720 Pablo Vilana Perlas fece costruire un nuovo seminario, portato a termine da Antonino Sersale nel 1744.
Tra Settecento e Ottocento l'arcidiocesi fu guidata da Annibale de Leo (1798-1814), che «riuscì a conciliare la scienza con la pietà dando vita non solo alla più completa raccolta di diplomi e di fonti storiche della diocesi brindisina, ma anche a tutte quelle opere di carità finalizzate a sostenere i ceti più poveri della sua diocesi, in particolare le donne traviate e orfane».
Con la bolla De utiliori del 27 giugno 1818, papa Pio VII soppresse la diocesi di Ostuni unendone il territorio a quello di Brindisi, che così perse l'unica sua sede suffraganea. Tuttavia la diocesi di Ostuni fu ristabilita il 14 maggio 1821 e concessa in amministrazione perpetua agli arcivescovi di Brindisi.

### Brindisi-Ostuni
Il 20 ottobre 1980 in forza della bolla Conferentia Episcopalis Apuliae di papa Giovanni Paolo II l'arcidiocesi di Brindisi, pur mantenendo la dignità arcivescovile, perse il rango di metropolia e assieme alla diocesi di Ostuni divenne suffraganea dell'arcidiocesi di Lecce.
Il 30 settembre 1986 con il decreto Instantibus votis della Congregazione per i Vescovi l'arcidiocesi di Brindisi e la diocesi di Ostuni furono unite plena unione e la nuova circoscrizione ecclesiastica ha assunto il nome attuale.
L'arcidiocesi ha accolto la visita pastorale di papa Benedetto XVI il 14 e il 15 giugno 2008.

## Cronotassi dei vescovi
Si omettono i periodi di sede vacante non superiori ai 2 anni o non storicamente accertati.

### Sede di Ostuni
- Deodato † (menzionato nel 1059 circa)[9]
- Datto † (menzionato nel 1071)
- Mansoldo ? † (menzionato nel 1082)[21]
- Antonio Gionata † (prima del 1099 - dopo il 1101)[22]
- Roberto I † (prima del 1120 - dopo il 1137)
- Giovanni Mammuni † (circa 1140 - dopo il 1160)
- Pietro † (prima del 1163 - dopo il 1170)
- Maroldo † (prima di marzo 1182 - dopo maggio 1185)[23]
- Ursileone † (prima di marzo 1188 - dopo luglio 1208)[23][24]
- Anonimo † (menzionato nel 1215)[23]
- Rainaldo † (menzionato nel 1217)[23]
- Taddeo † (prima di agosto 1220 - dopo il 1225)[23]
- Pietro di Sebastiano † (prima del 1236 - dopo agosto 1267)[23][25]
- Anonimo † (prima del 1269 - dopo aprile 1270)[23]
  - Sede vacante (1272-1274)[23]
- Roberto II † (prima di agosto 1275 - dopo il 1297)[23]
- Nicola † (prima del 1306 - dopo il 1310)
- Filippo † (prima del 1320 - 1329 deceduto)
- Egidio de Altrachia, O.P. † (19 luglio 1329 - 1336 deceduto)
- Francesco Cavalerio † (24 marzo 1337 - 1361 deceduto)
- Pietro Calice, O.P. † (1º aprile 1362 - 12 luglio 1370 nominato arcivescovo di Ragusa)
- Ugo de Scuria, O.F.M. † (12 luglio 1370 - 1374 deceduto)
- Bartolomeo Mezzavacca † (16 giugno 1374 - dopo aprile 1378 nominato vescovo di Rieti)
- Gabriele † (circa 1378 - circa 1380 deceduto)
  - Nicola de Severola, O.F.M. † (18 giugno 1380 - ?) (antivescovo)
- Giovanni Piccolpasso † (circa 1380 - giugno 1383 deceduto)
- Giovanni de Andria † (circa 1383 - 1412 deceduto)
- Antonio Paluci, O.F.M. † (13 febbraio 1413 - 1423 deceduto)
- Giovanni de Pede † (25 ottobre 1423 - 25 febbraio 1437 nominato vescovo di Zante e Cefalonia)
- Nicola de Arpono † (25 febbraio 1437 - dopo il 4 marzo[26] 1470 deceduto)
- Bartolomeo Antonio de Salmen † (24 settembre 1470 - dopo il 15 agosto 1474 deceduto)
- Francesco Spallucci † (29 aprile 1478 - 1484 deceduto)
- Carlo de Gualandi † (5 luglio 1484 - 24 marzo 1498 deceduto)
- Francesco de Rizzardis † (24 gennaio 1499 - prima dell'8 dicembre 1504 deceduto)
  - Sede vacante (1504-1509)[27]
- Corrado Caracciolo † (5 dicembre 1509 - 1516 deceduto)
- Giovanni Antonio de Rogeriis † (11 maggio 1517 - 1530 deceduto)
- Pietro Bovio † (21 ottobre 1530 - prima del 7 dicembre[28] 1557 deceduto)
- Giovanni Carlo Bovio † (prima del 7 dicembre 1557 succeduto - 21 giugno 1564 nominato arcivescovo di Brindisi e Oria)
- Vincenzo Cornelio † (25 ottobre 1564 - luglio/settembre[29] 1578 deceduto)
- Giulio Cesare Carafa † (5 novembre 1578 - 1603 deceduto)
- Giovanni Domenico d'Ettore † (28 gennaio 1604 - 1605 deceduto)
- Vincenzo Meligne † (17 maggio 1606 - 13 settembre 1639 deceduto)
- Fabio Magnesio † (9 gennaio 1640 - agosto 1659 deceduto)
- Carlo Personè † (26 gennaio 1660 - 22 agosto 1678 deceduto)
- Benedetto Milazzi † (10 aprile 1679 - novembre 1706 deceduto)
- Bisanzio Fili † (11 aprile 1707 - aprile 1720 deceduto)
- Conone Luchini dal Verme † (16 dicembre 1720 - 12 aprile 1747 deceduto)
- Francesco Antonio Scoppa † (15 maggio 1747 - 25 febbraio 1782 deceduto)
  - Sede vacante (1782-1792)
- Giovan Battista Brancaccio † (27 febbraio 1792 - 15 ottobre 1794 deceduto)
  - Sede vacante (1794-1818)
  - Sede soppressa (1818-1821)
  - Sede in amministrazione perpetua agli arcivescovi di Brindisi (1821-1986)

### Sede di Brindisi
Vescovi di Brindisi
- Marco ? † (menzionato nel 325)
- San Leucio † (IV-V secolo)
- Leone ? † (V secolo)
- Sabino ? † (V secolo)
- Eusebio ? † (V secolo)
- Dionisio ? † (V secolo)[30]

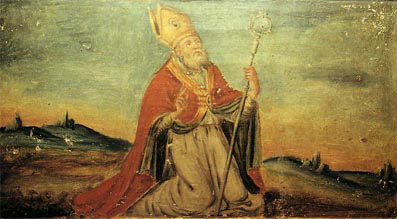
San Leucio, primo vescovo di Brindisi

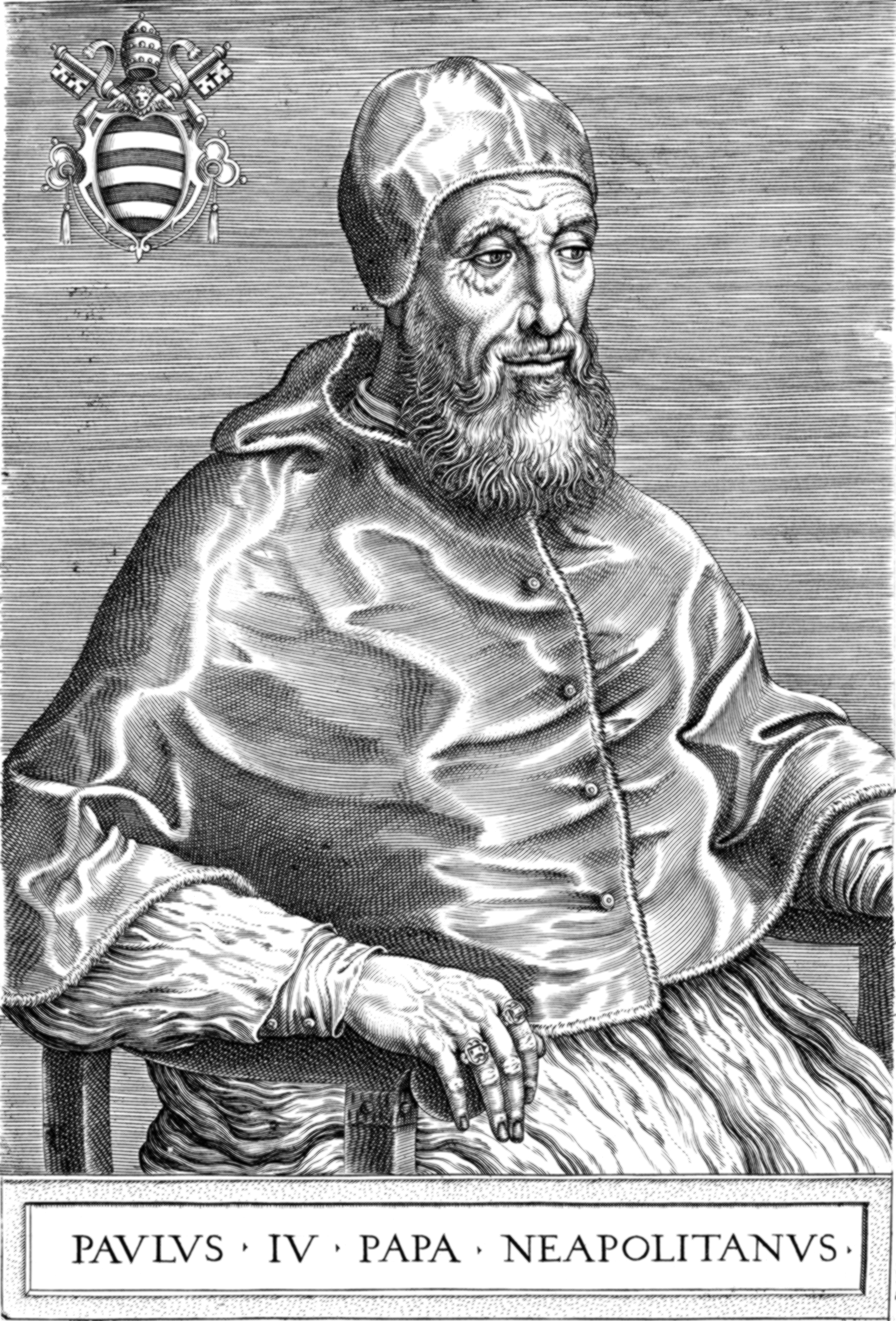
Papa Paolo IV, nato Gian Pietro Carafa, arcivescovo di Brindisi e Oria (1518-1524)

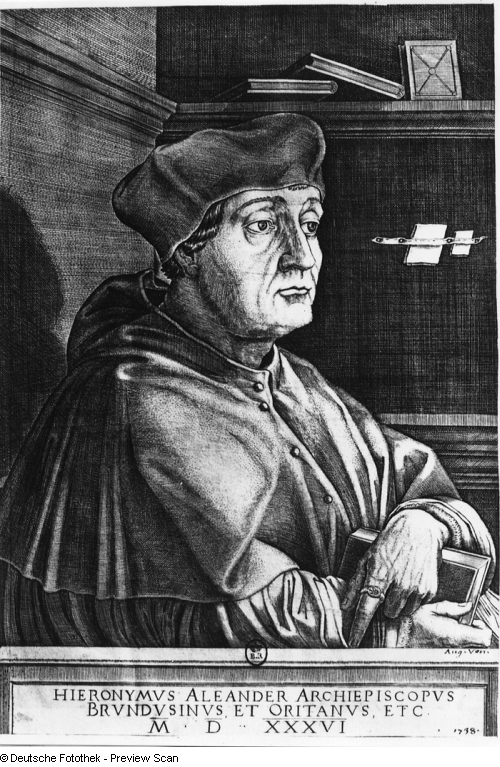
L'arcivescovo di Brindisi e Oria Girolamo Aleandro (1524-1541)

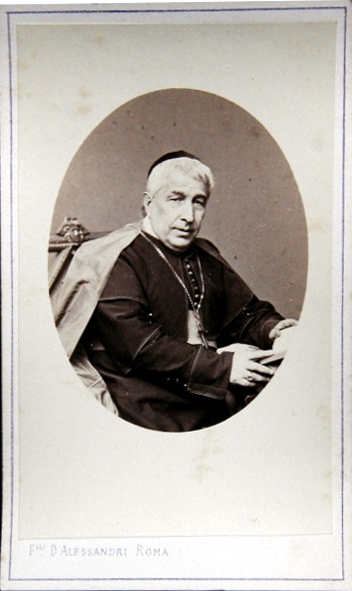
L'arcivescovo Raffaele Ferrigno, arcivescovo di Brindisi (1856-1875); foto f.lli D'Alessandri

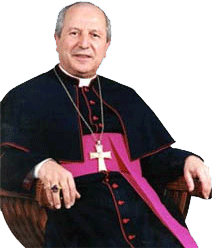
Rocco Talucci, arcivescovo di Brindisi-Ostuni (2000-2012)

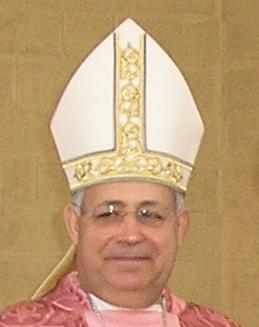
Domenico Caliandro, arcivescovo di Brindisi-Ostuni (2012-2022)

- Giuliano † (all'epoca di papa Gelasio I - 492-496)[31]
- Proculo † (VII secolo)
- San Pelino † (VII secolo)
- Ciprio † (VII secolo)[32]
- Prezioso † (VII secolo)

Vescovi e arcivescovi di Brindisi con sede a Oria
- Magelpoto † (prima metà dell'VIII secolo)
- Paolo † (IX secolo)[33]
- Teodosio † (circa 865 - circa 895 deceduto)
- Andrea † (prima del 977 - 979 deceduto)[34]
- Gregorio I † (circa 987 - circa 996 deceduto)
- Giovanni † (circa 996 - dopo il 1033)
- Leonardo o Nardo † (documentato nel 1043/1044)
- Eustasio † (circa 1051 - dopo il 1071)
- Gregorio II † (1074 - circa 1080 deceduto)

Arcivescovi di Brindisi e Oria
- Godino, O.S.B. † (prima del 1085 - 1099 o 1100 deceduto)
- Baldovino † (prima di agosto 1100 - circa 1100 deceduto)
- Nicola † (circa 1101 - circa 1105 deceduto)
- Guglielmo I † (1105 - circa 1118 deceduto)
- Bailardo † (circa 1118/1122[35] - circa 1143 o 1144 deceduto)
- Lupo † (1144[36] - 1172 deceduto)
- Guglielmo II † (prima di maggio 1173 - dopo il 1179)
- Pietro di Bisignano[37]† (fine 1182[38] - circa 1196 deceduto)
- Gerardo † (prima del 18 ottobre 1196 - dopo il 1212)
- Pellegrino I † (dicembre[39] 1216 - dopo il 24 aprile 1222[40])
  - Giovanni di Traetto † (1224) (vescovo eletto)[41]
- Giovanni di San Liberatore, O.S.B. † (prima del 25 settembre 1225 - 2 ottobre 1226 deceduto)
- Pietro Paparone † (prima del 1231[42] - dopo il 1248)
- Pellegrino II † (23 ottobre 1254 - dopo aprile 1286 deceduto)
- Adenolfo † (23 maggio 1288 - 1º ottobre 1295 nominato arcivescovo di Conza)
- Andrea Pandone † (5 febbraio 1296 - 5 giugno 1304 nominato arcivescovo di Capua)
  - Rodolfo † (5 giugno 1304 - 1305 dimesso) (amministratore apostolico)
- Bartolomeo † (22 gennaio 1306 - 1319 deceduto)
- Bertrando † (18 dicembre 1319 - 1333 deceduto)
- Guglielmo Isnardi, O.F.M. † (6 dicembre 1333 - 3 marzo 1344 nominato arcivescovo di Benevento)
- Guglielmo de Rosières, O.S.B. † (28 febbraio 1344 - 7 aprile 1346 nominato vescovo di Cassino)
- Galhard de Carceribus † 19 luglio 1346 - 1348 deceduto)
- Giovanni della Porta † (30 maggio 1348 - 18 gennaio 1353 nominato arcivescovo di Capua)
- Pietro Gisio, O.P. † (2 novembre 1352 - 1378 deceduto)
  - Gorello † (7 febbraio 1379 - 1382) (antivescovo)
- Marino del Giudice † (circa 1379 - prima del 4 giugno 1380 nominato arcivescovo di Taranto)
- Riccardo de Rogeriis † (11 giugno 1382 - circa 1409 deceduto)
- Vittore † (15 settembre 1409 - 1411)
- Paolo Romano † (1411 - 1412 deposto)
- Pandullo, O.S.B. † (28 novembre 1412 - 1414 deceduto)
- Aragonio Malaspina † (9 febbraio 1415 - 23 febbraio 1418 nominato arcivescovo di Otranto)
- Paolo Romano † (23 febbraio 1418 - aprile o dicembre 1423 deceduto) (per la seconda volta)
- Pietro Gattula † (17 maggio 1423 - 1437 deceduto)
- Pietro Sambiasi, O.P. † (15 aprile 1437 - 1452 deceduto)
- Goffredo Caruso (19 dicembre 1453 - prima del 28 luglio 1471 deceduto)
  - Sede vacante (1471-1477)
- Francesco de Arenis † (14 ottobre 1477 - agosto 1483 deceduto)
- Roberto Piscicelli † (7 aprile 1484 - 1513 deceduto)
- Domingo Idiocáiz (Domenico Idiaches) † (8 giugno 1513 - 25 settembre 1518 deceduto)
- Gian Pietro Carafa † (20 dicembre 1518 - 8 agosto 1524 dimesso, poi eletto papa con il nome di Paolo IV)
- Girolamo Aleandro † (8 agosto 1524 - 30 gennaio 1541 dimesso)
- Francesco Aleandro † (30 gennaio 1541 - 3 novembre 1560 deceduto)
- Giovanni Carlo Bovio † (21 giugno 1564 - settembre 1570 deceduto)
- Bernardino Figueroa † (26 novembre 1571 - novembre 1586 deceduto)
  - Sede vacante (1586-1591)

Arcivescovi di Brindisi
- Andrés de Ayardis † (10 maggio 1591 - 4 settembre 1595 deceduto)
- Juan Pedrosa, O.S.B. † (25 maggio 1598 - 24 gennaio 1604 deceduto)
- Giovanni Falces, O.S.H. † (4 luglio 1605 - 15 ottobre 1636 deceduto)
- Francesco Sorgente, C.R. † (1º marzo 1638 - 9 gennaio 1640 nominato arcivescovo, titolo personale, di Monopoli)
- Dionisio O'Driscol, O.F.M.Obs. † (5 marzo 1640 - 9 agosto 1650 deceduto)
- Lorenzo Raynos † (19 febbraio 1652 - 17 marzo 1656 deceduto)
  - Diego de Prado, O. de M. † (giugno 1656 - aprile 1658 deceduto) (vescovo eletto)
- Francesco de Estrada † (28 luglio 1659 - 23 novembre 1671 deceduto)
- Alfonso Álvarez Barba Ossorio, O.C.D. † (29 maggio 1673 - 22 giugno 1676 nominato arcivescovo di Salerno)
- Manuel de la Torre † (24 maggio 1677 - 3 dicembre 1679 deceduto)
- Juan Torrecillas y Ruiz de Cárdenas † (17 marzo 1681 - 24 giugno 1688 deceduto)
- Francesco Ramírez, O.P. † (28 febbraio 1689 - 26 agosto 1697 nominato vescovo di Agrigento)
- Agostino Arellano, O.S.A. † (15 settembre 1698 - 11 novembre 1699 deceduto)
- Barnaba de Castro, O.S.A. † (15 dicembre 1700 - 11 dicembre 1707 deceduto)
  - Sede vacante (1707-1715)
- Pablo VilanaPerlas † (16 dicembre 1715 - 12 maggio 1723 nominato arcivescovo di Salerno)
- Andrea Maddalena, C.R.M. † (27 settembre 1724 - 11 luglio 1743 deceduto)
- Antonino Sersale † (9 settembre 1743 - 16 novembre 1750 nominato arcivescovo di Taranto)
- Giovanni Angelo Ciocchi del Monte † (1º febbraio 1751 - 9 febbraio 1759 dimesso)
- Domenico Rovegno † (28 maggio 1759 - 25 ottobre 1763 deceduto)
- Giuseppe de Rossi † (9 aprile 1764 - 16 febbraio 1778 deceduto)
- Battista Rivellini † (14 dicembre 1778 - 23 dicembre 1795 deceduto)
  - Sede vacante (1795-1798)
- Annibale de Leo † (29 gennaio 1798 - 13 febbraio 1814 deceduto)
  - Sede vacante (1814-1818)
- Antonio Barretta, C.R. † (26 giugno 1818 - 7 giugno 1819 dimesso)
- Giuseppe Maria Tedeschi, O.P. † (17 dicembre 1819 - 18 marzo 1825 deceduto)
- Pietro Consiglio † (13 marzo 1826 - 23 novembre 1839 deceduto)
- Diego Planeta † (15 luglio 1841 - 22 dicembre 1849 dimesso[43])
- Giuseppe Rotondo † (20 maggio 1850 - 17 dicembre 1855 nominato arcivescovo di Taranto)
- Raffaele Ferrigno † (16 giugno 1856 - 20 aprile 1875 deceduto)
- Luigi Maria Aguilar, B. † (17 settembre 1875 - 21 gennaio 1892 deceduto)
- Salvatore Palmieri † (16 gennaio 1893 - 7 agosto 1905 deceduto)
- Luigi Morando, C.S.S. † (3 gennaio 1906 - 20 agosto 1909 deceduto)
- Tommaso Valerio Valeri, O.F.M. † (22 aprile 1910 - 14 agosto 1942 dimesso[44])
- Francesco de Filippis † (26 novembre 1942 - 1º settembre 1953 dimesso[45])
- Nicola Margiotta † (25 settembre 1953 - 24 maggio 1975 ritirato)
- Settimio Todisco † (24 maggio 1975 - 30 settembre 1986 nominato arcivescovo di Brindisi-Ostuni)

### Sede di Brindisi-Ostuni
- Settimio Todisco † (30 settembre 1986 - 5 febbraio 2000 ritirato)
- Rocco Talucci (5 febbraio 2000 - 20 ottobre 2012 ritirato)
- Domenico Caliandro (20 ottobre 2012 - 9 dicembre 2022 ritirato)
- Giovanni Intini, dal 9 dicembre 2022

## Comunità religiose

### Monasteri femminili
Ostuni:
- Benedettine Cassinesi;
- Carmelitane dell'antica osservanza.

### Religiosi
Brindisi:
- Carmelitani Scalzi;
- Frati Cappuccini;
- Frati Minori;
- Salesiani di don Bosco;

Leverano:
- Frati Minori;

Mesagne:
- Carmelitani dell'antica osservanza;

Ostuni:
- Monaci di Bose;
- Servi del Cuore Immacolato di Maria;
- Frati Minori;

San Vito dei Normanni:
- Padri Mercedari.

## Statistiche
L'arcidiocesi nel 2023 su una popolazione di 262.600 persone contava 258.400 battezzati, corrispondenti al 98,4% del totale.
| anno | popolazione | popolazione | popolazione | presbiteri | presbiteri | presbiteri | presbiteri                | diaconi | religiosi | religiosi | parrocchie |
| anno | battezzati  | totale      | %           | numero     | secolari   | regolari   | battezzati per presbitero | diaconi | uomini    | donne     | parrocchie |
| ---- | ----------- | ----------- | ----------- | ---------- | ---------- | ---------- | ------------------------- | ------- | --------- | --------- | ---------- |
| 1948 | 187.000     | 188.000     | 99,5        | 146        | 120        | 26         | 1.280                     |         | 34        | 175       | 33         |
| 1959 | 226.065     | 226.065     | 100,0       | 147        | 112        | 35         | 1.537                     |         | 40        | 284       | 37         |
| 1970 | 331.466     | 332.016     | 99,8        | 171        | 135        | 36         | 1.938                     |         | 44        | 407       | 48         |
| 1980 | 269.790     | 270.943     | 99,6        | 165        | 132        | 33         | 1.635                     |         | 37        | 364       | 57         |
| 1990 | 274.584     | 276.184     | 99,4        | 159        | 128        | 31         | 1.726                     | 3       | 35        | 278       | 60         |
| 1999 | 280.000     | 281.149     | 99,6        | 152        | 120        | 32         | 1.184                     | 8       | 38        | 228       | 61         |
| 2000 | 277.841     | 279.841     | 99,3        | 158        | 121        | 37         | 1.442                     | 9       | 38        | 211       | 61         |
| 2001 | 283.836     | 285.836     | 99,3        | 164        | 125        | 39         | 1.730                     | 10      | 45        | 145       | 61         |
| 2002 | 290.000     | 293.849     | 98,7        | 163        | 120        | 43         | 1.779                     | 10      | 47        | 200       | 62         |
| 2003 | 274.000     | 276.727     | 99,0        | 154        | 119        | 35         | 1.779                     | 10      | 45        | 200       | 61         |
| 2004 | 291.000     | 294.220     | 98,9        | 161        | 121        | 40         | 1.807                     | 9       | 44        | 200       | 59         |
| 2006 | 272.000     | 274.326     | 99,2        | 154        | 118        | 36         | 1.766                     | 13      | 43        | 230       | 59         |
| 2012 | 281.593     | 284.593     | 98,9        | 156        | 126        | 30         | 1.805                     | 11      | 36        | 180       | 60         |
| 2015 | 273.141     | 276.604     | 98,7        | 160        | 126        | 34         | 1.707                     | 14      | 39        | 184       | 60         |
| 2018 | 265.560     | 269.900     | 98,4        | 152        | 119        | 33         | 1.747                     | 13      | 66        | 141       | 59         |
| 2020 | 264.660     | 269.000     | 98,4        | 146        | 115        | 31         | 1.812                     | 11      | 44        | 156       | 60         |
| 2022 | 259.400     | 263.650     | 98,4        | 144        | 113        | 31         | 1.801                     | 16      | 38        | 141       | 58         |
| 2023 | 258.400     | 262.600     | 98,4        | 134        | 106        | 28         | 1.928                     | 15      | 33        | 257       | 59         |

### Per la sede di Brindisi
- (EN) Brindisi, in Catholic Encyclopedia, New York, Encyclopedia Press, 1913.
- Ferdinando Ughelli, Italia sacra, vol. IX, seconda edizione, Venezia, 1721, coll. 3-46
- Vito Guerrieri, Chiesa metropolitana di Brindisi, in: Vincenzio d'Avino, Cenni storici sulle chiese arcivescovili, vescovili e prelatizie (nullius) del Regno delle Due Sicilie, Napoli, 1848, pp. 93–127
- Giuseppe Cappelletti, Le Chiese d'Italia dalla loro origine sino ai nostri giorni, Venezia, 1870, vol. XXI, pp. 113–122
- Oronzo Giordano, L'introduzione del cristianesimo a Brindisi, in Brundisii res 2 (1970), pp. 85–100
- Tommaso Pedío, La Chiesa di Brindisi dai Longobardi ai Normanni, in Archivio storico pugliese, 29 (1976), pp. 3–47
- Giacomo Carito, Gli arcivescovi di Brindisi sino al 674, in Parola e storia, I, n. 2/ 2007, pp. 197–225
- Giacomo Carito, Gli arcivescovi di Brindisi dal VII al X secolo, in Parola e storia, II (2008), n. 2, pp. 289–308
- Giacomo Carito, Gli arcivescovi di Brindisi nell'XI secolo, in Parola e storia, III (2009), n. 1, pp. 57–78
- Giacomo Carito, Gli arcivescovi di Brindisi nel XII secolo, in Parola e storia, IV (2010), n. 1, pp. 51–89
- (LA)  Paul Fridolin Kehr, Italia Pontificia, vol. IX, Berolini, 1962, pp. 383–403
- (DE)  Norbert Kamp, Kirche und Monarchie im staufischen Königreich Sizilien, vol 2, Prosopographische Grundlegung: Bistümer und Bischöfe des Königreichs 1194 - 1266; Apulien und Kalabrien, München, 1975, pp. 662–680
- (LA)  Pius Bonifacius Gams, Series episcoporum Ecclesiae Catholicae, Graz, 1957, pp. 862–863
- (LA)  Konrad Eubel, Hierarchia Catholica Medii Aevi, vol. 1, p. 149; vol. 2, p. 111; vol. 3, pp. 141–142; vol. 4, pp. 122–123; vol. 5, pp. 128–129; vol. 6, pp. 132–133

### Per la sede di Ostuni
- (EN)  La diocesi di Ostuni su Catholic Hierarchy
- Ferdinando Ughelli, Italia sacra, vol. IX, seconda edizione, Venezia, 1721, coll. 46-52
- Angelo Oronzo Tamburri, Chiesa vescovile di Ostuni, in: Vincenzio d'Avino, Cenni storici sulle chiese arcivescovili, vescovili e prelatizie (nullius) del Regno delle Due Sicilie, Napoli, 1848, pp. 515–519
- Giuseppe Cappelletti, Le Chiese d'Italia dalla loro origine sino ai nostri giorni, Venezia, 1870, vol. XXI, pp. 123–127
- Ludovico Pepe, Memorie storico-diplomatiche della Chiesa vescovile di Ostuni, Valle di Pompei, 1891
- (LA)  Paul Fridolin Kehr, Italia Pontificia, vol. IX, Berolini, 1962, pp. 404–405
- (DE)  Norbert Kamp, Kirche und Monarchie im staufischen Königreich Sizilien, vol 2, Prosopographische Grundlegung: Bistümer und Bischöfe des Königreichs 1194 - 1266; Apulien und Kalabrien, München, 1975, pp. 681–687
- (LA)  Pius Bonifacius Gams, Series episcoporum Ecclesiae Catholicae, Graz, 1957, p. 910
- (LA)  Konrad Eubel, Hierarchia Catholica Medii Aevi, vol. 1, p. 381; vol. 2, p. 208; vol. 3, p. 265; vol. 4, p. 267; vol. 5, p. 299; vol. 6, p. 321
- (LA)  Bolla De utiliori, in Bullarii romani continuatio, Tomo XV, Romae, 1853, pp. 56–61
- (LA, IT)  Bolla Si qua prae, in Collezione degli atti emanati dopo la pubblicazione del Concordato dell'anno 1818, parte III, Napoli, 1830, pp. 77–90